# Dermophis mexicanus
Dermophis mexicanus е вид земноводно от семейство Dermophiidae. Видът е световно застрашен, със статут Уязвим.

## Разпространение
Разпространен е в Гватемала, Мексико, Никарагуа, Салвадор и Хондурас.